# Deeveya medix
Deeveya medix är en kräftdjursart som beskrevs av Louis S. Kornicker 1990. Deeveya medix ingår i släktet Deeveya och familjen Thaumatocyprididae. Inga underarter finns listade i Catalogue of Life.